# Поселяне
Поселяне (пол. Posielanie) — село в Польщі, у гміні Августів Августівського повіту Підляського воєводства.
Населення — 59 осіб (2011).
У 1975-1998 роках село належало до Сувальського воєводства.

## Демографія
Демографічна структура станом на 31 березня 2011 року:
|          | Загалом | Допрацездатний вік | Працездатний вік | Постпрацездатний вік |
| -------- | ------- | ------------------ | ---------------- | -------------------- |
| Чоловіки | 35      | 7                  | 25               | 3                    |
| Жінки    | 24      | 5                  | 15               | 4                    |
| Разом    | 59      | 12                 | 40               | 7                    |